# K. M. Peyton
K. M. Peyton MBE (geboren 2. August 1929 als Kathleen Wendy Herald in Birmingham; gestorben 19. Dezember 2023) war eine britische Autorin von Kinder- und Jugendbüchern.

## Leben
Kathleen Herald besuchte die Kingston Art School sowie die Manchester Art School und machte ein Lehrerinnenexamen. Sie heiratete 1950 den Zeichner Mike Peyton (1921–2017). Nach der Geburt der zweiten Tochter wurde sie freie Schriftstellerin. Peyton veröffentlichte über 50 Bücher, zuletzt vier im Jahre 2012. Bei neun ihrer Bücher war Victor Ambrus der Illustrator.
Peyton erhielt 1969 für The Edge of the Cloud den britischen Jugendbuchpreis Carnegie Medal und 1970 für die Flambards Trilogie (1967–1969) den Guardian Children’s Fiction Prize. 2014 wurde sie zum Member des Order of the British Empire ernannt.
Alan Plater produzierte 1978 die Flambards als Fernsehserie.
Sie starb am 19. Dezember 2023 im Alter von 94 Jahren.

## Werke (Auswahl)
Deutsche Übersetzungen bei DNB nach Erscheinungsjahr
- Fly-by-Night
  - Sturmvogel. Übersetzung Annemarie von Puttkamer. Illustrationen Otto Lehmann. Luzern, München : Rex-Verlag, 1971
- Flambards
  - Christinas Pferdesommer. Übersetzung Hilde Bertsch. Stuttgart : Boje-Verlag, 1972
- The Edge of the Cloud. Illustrationen Victor G. Ambrus. London : Oxford University Press, 1969
  - Christina und der Bruchpilot. Übersetzung Hilde Bertsch. Stuttgart : Boje-Verlag, 1973
- Flambards in Summer
  - Christina macht ihr Glück. Übersetzung Hilde Bertsch. Stuttgart : Boje-Verlag, 1974
- Pennington’s Seventeenth Summer
  - Pat spielt sich nach vorn. Übersetzung Hilde Bertsch. Stuttgart : Boje-Verlag, 1974
- The Plan for Birdsmarsh
  - Zwei segeln gegen den Wind. Übersetzung Georg Vorländer. Münster (Westfalen) : Aschendorff, 1974
- Windfall
  - Mark setzt sich durch, doch für seinen Segelkutter zahlt er einen hohen Preis. Übersetzung Claus Velmelden. Münster : Aschendorff, 1976
- The Beethoven Medal
  - Pat und Ruth. Übersetzung Ulrike Killer. Stuttgart : Boje-Verlag, 1976
- Prove Yourself a Hero
  - Den Tätern auf der Spur. Übersetzung Irmela Brender. Stuttgart : Boje-Verlag, 1979
- The Team
  - Ruth kauft Peters Pony. Übersetzung Johannes Piron. Stuttgart : Boje-Verlag, 1980
- Dear Fred
  - Mein Freund, der Jockey. Übersetzung Christa Laufs. Stuttgart : Boje-Verlag, 1983
- Poor Badger
  - Ein Platz für ein Pony. Übersetzung Margarete Längsfeld. München : F. Schneider, 1992
- Darkling
  - Darkling. Übersetzung Angela Djuren. Peyton, K. M.. - München : F. Schneider, 1994
- …
  - Das Schattenpferd. Übersetzung Angela Djuren. München : F. Schneider, 1997
- …
  - Ponyliebe auf den zweiten Blick. Übersetzung Katharina Georgi. München : Egmont Schneider, 2001
- The Paradise Pony
  - Saras Traumpony. Übersetzung Karin Müller. München : Egmont Schneider, 2002
- Stealaway
  - Geisterpferde. Übersetzung Karin Schuler. München : Dt. Taschenbuch-Verlag, 2003